# 你只能搬两次家
《你只能搬两次家》（英語：You Only Move Twice）是美国动画情景喜剧《辛普森一家》第8季的第2集，也是全剧的第155集，于1996年11月3日通过福克斯广播公司在美国首播。这集节目源于克雷格·丹尼尔斯的构想，由约翰·斯沃兹维尔德编剧，迈克··安德森执导。情节分为3条主线：1、辛普森搬到另一个镇上；2、霍默的新老板为人友善而富同情心；3、霍默完全没想到自己的新雇主实际上是个超级坏蛋。除此以外，巴特、莉萨和玛琦都有各自的次级剧情。
本集的片名意指詹姆斯·邦德系列电影《007之雷霆谷》，剧中的许多内容都是恶搞邦德片，还有以邦德为原型改编的角色客串出镜。由于大部分剧情都是在辛普森家族迁居的丝柏溪镇发生，因此动画师们需要重新制作新的动画背景。艾伯特·布鲁克斯在本集中为汉克·斯科皮奥一角配音，这已经是他出演的第4集《辛普森一家》，斯科皮奥一角之后也被多家媒体誉为《辛普森一家》中最受欢迎的一次性角色之一。《你只能搬两次家》获得评论界的普遍好评，IGN将这集评为第8季最优秀的剧集，还将艾伯特·布鲁克斯评为《辛普森一家》历史上最优秀的客串明星之一。

## 剧情
韦伦·史密瑟斯不愿意到格罗贝克斯公司工作，机会于是落在春田镇核电站工龄第2长的霍默·辛普森手上。他告诉家人，新工作待遇更好，而且会为全家提供免费医保，只是需要搬到丝柏溪镇去住。家人起初不愿搬家，但在看过新市镇的宣传片后一致认为，那里的确比春田镇更好，而且玛琦也表示，家里的房子已有严重破损，他们可能会需要更多的钱，于是一家人打点行装离开了春田镇。
搬进位于丝柏溪镇的新房后没多久，一家人见到霍默的新雇主汉克·斯科皮奥（Hank Scorpio）。新老板态度随和，看起来完全就是雇员心目中的理想雇主。斯科皮奥带着霍默到公司参观，并且告诉霍默，他的新工作职责就是激励核部门的职工。与此同时，巴特开始上学，发现新班级远高于春田镇小学的平均水平。但是，老师发现巴特之前的学校没有教过草写体，所以他不认识，因此将这名新生调到辅导班，这让巴特深感震惊。莉萨去郊外踏青，但却发现自己对丝柏溪镇所有的植物都过敏。玛琦本打算处理家中的日常杂务，但这套新房却可以自动完成所有家务，这让玛琦深感郁闷，并且还开始喝酒。另一方面，霍默在激励员工方面表现突出，在他的努力下，公司产量提高了2%，家人为此深感自豪。
经过几天的工作，霍默发现手下职工开始表现出劳累过度的迹象。为此他决定为职工购买吊床，以便在需要时休息。霍默去找斯科皮奥，告知自己的看法，请老板买些吊床。斯科皮奥正准备告知霍默有关“吊床区”的事时突然被急事打断，原来他是个犯罪头目，正计划通过执行“大角星工程”，以某种“末日装置”控制美国东岸。斯科皮奥接通联合国安全理事会的视频电话，宣称自己控制了末日装置，要求安理会在72小时内向他提供高额黄金。为了证明自己绝非虚张声势，他还炸毁了纽约市的第59街大桥。在此期间，霍默虽然就在一个房间，但却一直看着窗外，所以对发生的事情一无所知。
霍默来到格罗贝克斯公司总部大楼，想要从自动售货机里买东西，在此期间，斯科皮奥抓住了前来阻止自己的秘密特工邦特先生（Mr. Bont）。斯科皮奥打算用激光杀害邦特，但后者利用硬币挣脱了束缚并试图逃跑，没想到却遇上对事态一无所知的霍默。霍默以为邦特是混进公司的无赖，轻而易举地将之打倒，斯科皮奥手下的军人将邦特打死。斯科皮奥非常高兴，称赞霍默工作出色。
吃晚饭时，霍默自豪地告诉他人，自己在工作上取得成功，但却发现其他人都因各自面临的问题而非常讨厌丝柏溪镇，想要返回春田镇。霍默起初反对，称自己有生以来还是第一次在事业上有好的成绩，但家人对此并不觉得高兴。霍默对此黯然，决定前去公司总部询问斯科皮奥的意见。就在他前去总部的同时，美军对格罗贝克斯展开进攻，但霍默显然还是对正在发生的事件一无所知。他找到老板，告知自己的烦恼，询问对方意见。斯科皮奥建议霍默为家人着想，只要求他在离开时杀几个敌人。霍默垂头丧气地离开，斯科皮奥用火焰喷射器反击，剩下的美军落荒而逃，斯科皮奥非常高兴。
次日，一家人返回春田镇，斯科皮奥的阴谋取得成功，美国东岸尽入其手。霍默之前曾私下告诉斯科皮奥，自己的梦想就是能拥有达拉斯牛仔队，回到自己的故居时，他发现丹佛野马正在自家门前的草坪上训练，原来这是之前的老板斯科皮奥送给霍默的礼物，但是他对此还是感到失望。

## 制作

为了营造丝柏溪镇的面貌，动画师们需要重新制作新的动画背景。

《你只能搬两次家》源于克雷格·丹尼尔斯（Greg Daniels）的构想，众编剧设计了3条剧情主线。首先是辛普森家族搬离春田镇，编剧们起初还打算让观众误以为一家人是永久性地离开这里。为此，节目第一幕就有大量角色出场，看起来似乎辛普森一家真的是要离开。第2条主线是霍默得到新的工作，而且同专横的蒙哥马利·伯恩斯相比，新雇主对手下非常友善。第3条主线则是霍默的新老板竟然是个类似魔鬼党领袖恩斯特·布鲁菲尔（Ernst Stavro Blofeld）的超级坏蛋，不过这条主线的内容属于背景故事，霍默毫不知情。
众编剧打算让一家人都有各自的剧情，并对玛琦感到郁闷后是否要开始酗酒有过争论。剧本起初还有涉及亚伯拉罕·辛普森的内容，他留在春田镇，家人还给他发去录制的电话问候录音。这部分剧情共分4个小节，但之后全部剪除，没有在电视上播出，后来纳入一起发行。丝柏溪镇起初名叫“绿宝石洞穴”（Emerald Caverns），节目制作期间的大部分时间里都叫这个名字，但编剧之后决定将其改为“丝柏溪镇”，觉得新名字更有“硅谷”的感觉。
编剧们并不怎么担心斯科皮奥的台词，因为他们知道布鲁克斯会自行改写或即兴发挥。这个角色所有的台词都是由布鲁克斯自行创作，编剧们也乐见其成。据丹·卡斯泰拉内塔回忆，布鲁克斯经常自行发挥，改动台词，有时卡斯泰拉内塔刚刚准备好回复，但布鲁克斯在重拍这段镜头时又把台词改了。乔希·温斯坦（Josh Weinstein）表示，霍默的反应就像真的是有人在和布鲁克斯交谈一般。布鲁克斯为《你只能搬两次家》录制的所有段落总长超过2小时，他之后还曾在《辛普森一家大电影》中为拉斯·卡吉尔（Russ Cargill）一角配音，并花了“约一周时间”重新熟悉汉克·斯科皮奥一角，但剧组觉得还是给他另创新角更为合适。

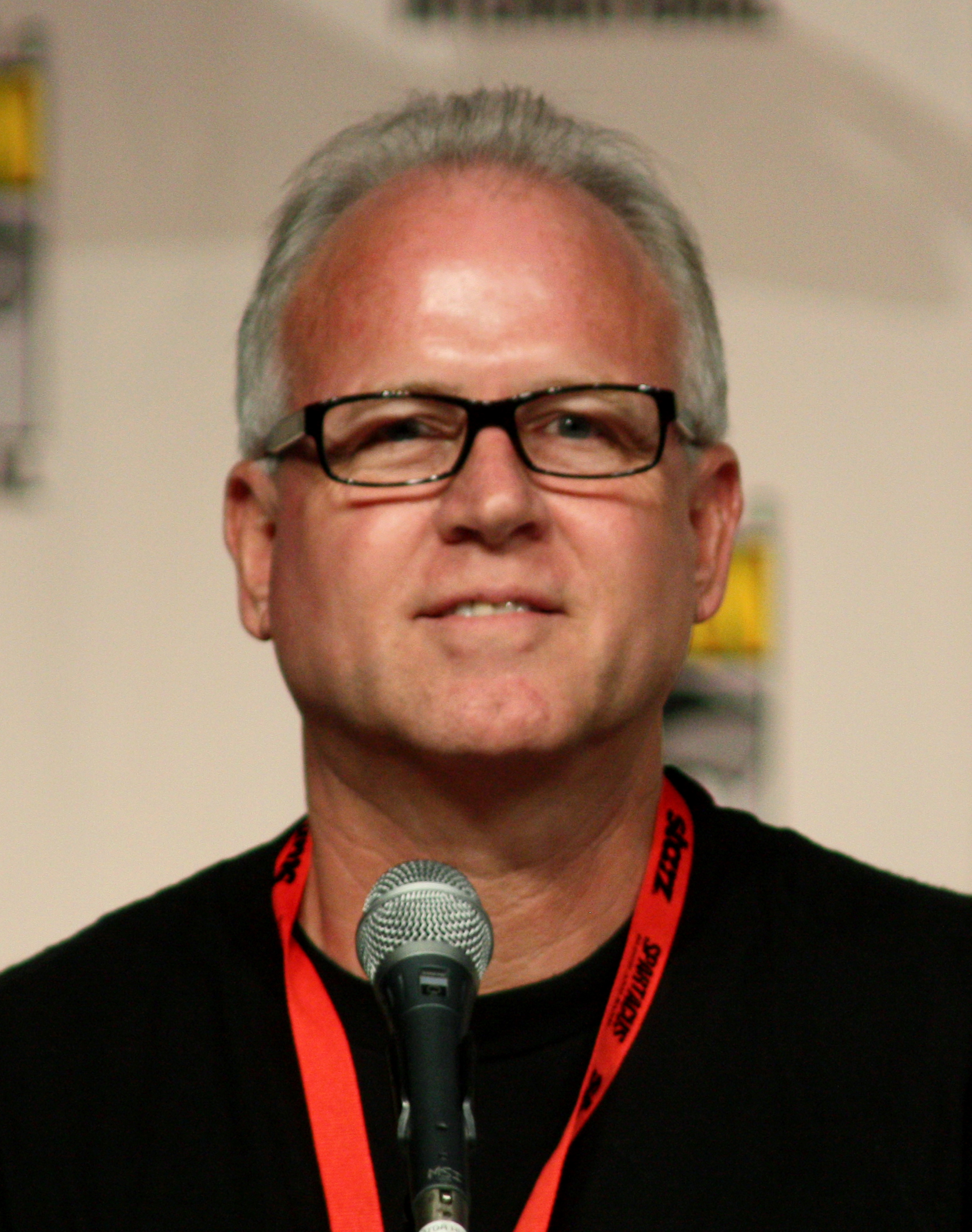
迈克·B·安德森是本集的导演

由于大部分剧情都不是在春田镇发生，动画师们不得不重新制作新的动画背景。克里斯蒂安·罗曼（Christian Roman）、约翰·赖斯（John Reiss）和迈克··安德森为本集分镜。最初的制作样片中没有圣诞老人小助手和雪球二世登场，动画师之后将其加入，只不过两只动物都与这集剧情无关。许多报道中误以为斯科皮奥的人物设计是以理查德·布兰森为模型，但实际上并非如此。众编剧对经过大幅修改的最终设计非常满意，称这是“完美的疯子”。巴特辅导班上所有的学生都有类似拉尔夫·维古姆的发型，但剧组之后觉得这会令孩子们看起来像是“问题儿童”，所以决定修改。
剧中的秘密特工邦特先生起初就是詹姆斯·邦德，但福克斯担心这可能会招来法律诉讼，所以要求剧组修改。编剧们最后选择了邦特，因为这一方面合法，另一方面也是他们觉得最接近的名字。

## 文化指涉
《你只能活两次》接近尾声时在格罗贝克斯总部的镜头包含多部動作片和詹姆斯·邦德系列电影的指涉。片名和剧情中的多处细节源自《007之雷霆谷》，还有《007之雷霆杀机》的典故。剧中的邦特先生是以肖恩·康纳利扮演的邦德为原型，斯科皮奥试图用激光杀害邦特的镜头则源自《007之金手指》。1967年的恶搞版邦德片《007别传之皇家夜总会》中也有角色在本集中露面，在片中攻击以美国陆军上将诺曼·施瓦茨科夫为原型设计的人物。
剧中小学的标志上可以看到“-{{{#parsoid\0fragment:0}}}-”的网址字样，据温斯坦表示，这是节目中“最明显的时效性笑话之一”，因为1996年时极少会有学校拥有网站。
节目的片尾曲由肯·基勒（Ken Keeler）创作，恶搞了多部邦德片的主题曲。基勒起初创作的曲段还要长3秒钟，听起来更像《007之金手指》的主题曲，但最终的版本缩短了少许，并且歌词的速度有所加快。众编剧起初希望能请为多部邦德片演唱主题歌的莎丽·贝希来演绎这首歌，但最终未能实现。

## 反响

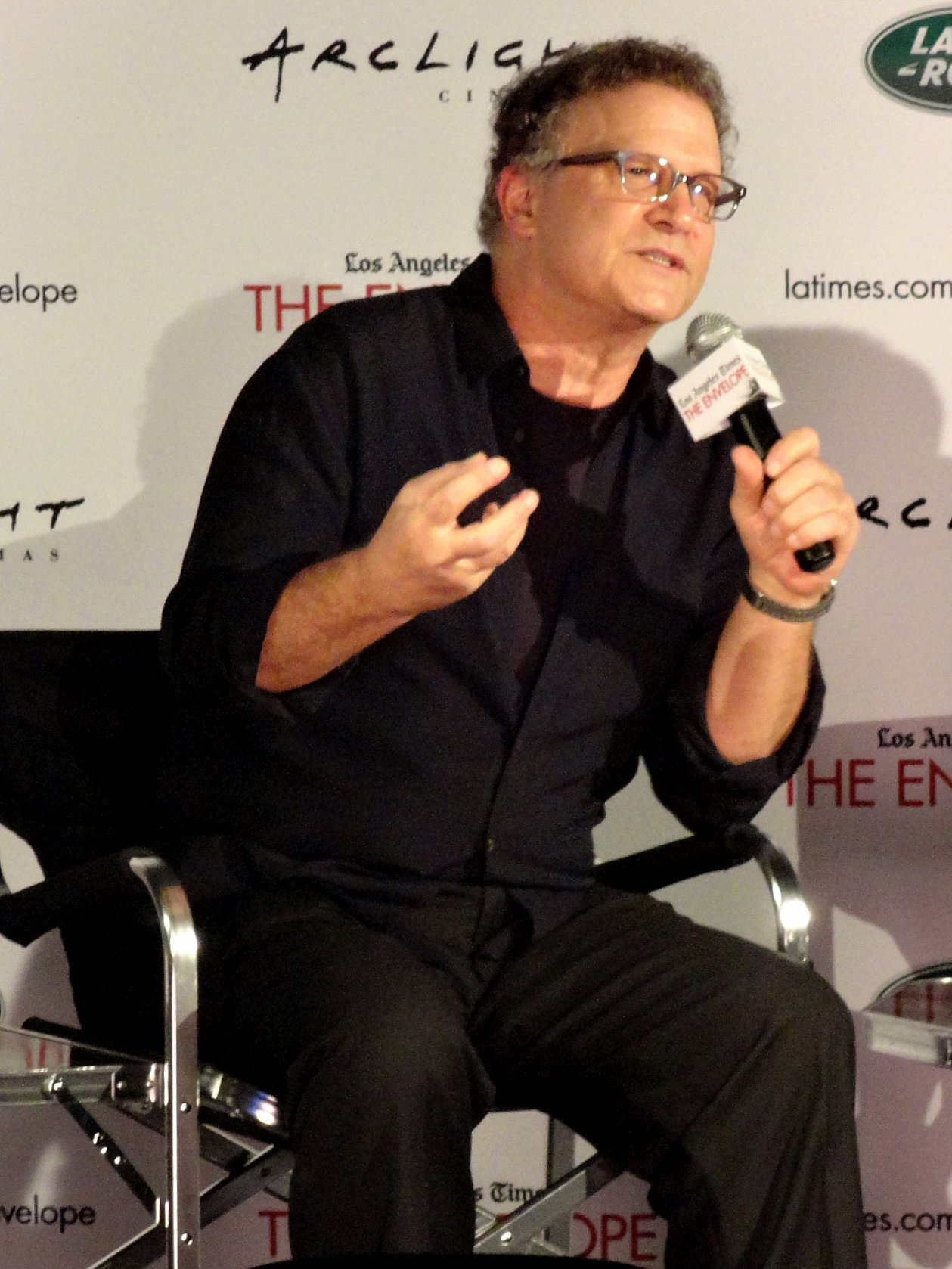
部分评论认为，汉克·斯科皮奥是艾伯特·布鲁克斯配音的《辛普森一家》角色中最受欢迎的一个。

《你只能搬两次家》于1996年11月3日通过福克斯广播公司在美国首播。根据尼尔森收视率调查结果，节目的收视率为8.5，相当于吸引了约820万家庭收看，在10月28至11月3日这周美国所有的电视节目中名列第50，并在这周福克斯的所有电视节目里排名第2，仅次于《X档案》。
部分评论认为，汉克·斯科皮奥是艾伯特·布鲁克斯配音的《辛普森一家》角色中最受欢迎的一个。2006年，将布鲁克斯评为《辛普森一家》最佳客串明星，并且斯科皮奥是他表现最突出的角色。网站也将布鲁克斯评为《辛普森一家》最佳客串明星。克里斯·特纳（Chris Turner）在《辛普森行星》（Planet Simpson）一书中表示，布鲁克斯在《辛普森一家》的客串演员中仅次于菲尔·哈特曼，“布鲁克斯将爆笑和讥讽天衣无缝地与斯科皮奥的矛盾本性相结合”，还认为斯科皮奥的最后一句台词稳固了布鲁克斯在《辛普森一家》历史上的地位:388。辛普森家族搬家后的新地址是枫叶系统路15201号，这也是肯·基勒在《辛普森一家》中最喜欢的街道名称。
还将《你只能搬两次家》评为第8季最佳剧集，称其是“慢节奏喜剧的典范之作……评选《辛普森一家》史上最佳剧集时，这集一定会排到非常高的名次”。罗伯特·坎宁（Robert Canning）给予本集满分评价，称《你只能搬两次家》可能是史上最优秀的《辛普森一家》剧集。”在他看来，这集至少也能和《玛琦对抗单轨铁路》（Marge vs. the Monorail）并列第一。。沃伦·马丁（Warren Martyn）和阿德里安·伍德（Adrian Wood）在著作《我简直不敢相信这是更大更新的辛普森一家非官方指南》（I Can't Believe It's a Bigger and Better Updated Unofficial Simpsons Guide）一书中认为，《你只能搬两次家》是“极其优异的剧集”，其中有“一些非常美好的瞬间，大部分都和巴特、莉萨，以及玛琦对丝柏溪镇的怨念有关。辅导班的孩子们（表现）都很出色（特别是沃伦），莉萨遇到第2只花栗鼠的情节可谓神来之笔。斯科皮奥一角也很出色，特别是他那克里斯托弗·沃肯式杀人狂魔的个人风格。”书中还认为，莉萨前往树林踏青时猫头鹰抓到花栗鼠的镜头是《辛普森一家》历史上最出色的视觉噱头之一。克里斯·特纳认为，辅导班男孩戈迪（Gordy）的台词很可能是“美国流行文化史上对加拿大口音最大规模的嘲讽”:50。《多伦多星报》（Toronto Star）的本·雷纳（Ben Rayner）也将《你只能搬两次家》评为最优秀的《辛普森一家》剧集之一。劳尔·布里尔（Raul Burriel）在评价第8季时表示，《你只能搬两次家》是《辛普森一家》最高明的一集节目。

## 扩展阅读
- Dobson, Hugo. . The Journal of Popular Culture. 2006-02, 39 (1): 44–68. ISSN 1540-5931. doi:10.1111/j.1540-5931.2006.00203.x.
- Gray, Jonathan. . Critical Studies in Media Communication. 2005-08, 22 (3): 223–238. ISSN 1529-5036. doi:10.1080/07393180500201652.